# بورستان
بورستان روستایی است که در استان اردبیل، شهرستان کوثر، بخش فیروز، دهستان زرج‌آباد قرار دارد.

## جمعیت
بر اساس سرشماری سال ۱۳۸۵ جمعیت این روستا ۴۸۶ نفر با ۱۰۱ خانوار بوده‌است.